# Effortless
Effortless – singel Sabiny Ddumby, wydany 20 lutego 2015, pochodzący z jej debiutanckiego albumu studyjnego Homeward Bound. Utwór napisali i skomponowali Michael Angelo, Ali Tenant i sama wokalistka.
Singel znalazł się na 57. miejscu na liście najlepiej sprzedających się utworów w Szwecji i uzyskał tam status platynowej płyty za sprzedaż w nakładzie przekraczającym 40 tysięcy kopii.
Nagranie zdobyło nominację do prestiżowych szwedzkich nagród Grammis 2016 w kategorii Wydawnictwo roku w gatunku hiphop/soul oraz do nagród P3 Guld w kategorii Piosenka roku, przyznawanych przez radio Sveriges Radio P3.

## Lista utworów
- Digital download[1]

1. „Effortless” – 3:00

## Notowania

### Pozycja na liście sprzedaży
| Kraj    | Notowanie (2015)  | Najwyższa pozycja | Certyfikat | Sprzedaż |
| ------- | ----------------- | ----------------- | ---------- | -------- |
| Szwecja | Sverigetopplistan | 57                | platyna    | 40 000+  |

## Nominacje
| Rok  | Nagroda | Kategoria                              | Rezultat  |
| ---- | ------- | -------------------------------------- | --------- |
| 2016 | P3 Guld | Piosenka roku                          | Nominacja |
| 2016 | Grammis | Wydawnictwo roku w gatunku hiphop/soul | Nominacja |